# Hallutuš-Inšušinak
Hallutuš-Inšušinak, auch Challutusch-Inschuschinak, ist ein elamitischer König, der um 1200 v. Chr. regierte. Mit ihm beginnt die Dynastie der Šutrukiden. Er ist bisher nicht von eigenen Denkmälern bekannt, sondern wird nur jeweils in der Filiation seines Sohnes und Nachfolgers Šutruk-Nahhunte genannt.
Siehe auch: Liste der Könige von Elam